# Miriam Rivera
Miriam Rivera (ur. 20 stycznia 1981 w Hermosillo, zm. 5 lutego 2019 tamże) – meksykańska modelka i osobowość telewizyjna, znana głównie z programu Wszystko o Miriam. Uznawana jest za pierwszą gwiazdę reality show, która otwarcie przyznała się do swojej transpłciowości (była transkobietą).

## Życiorys
Urodziła się 20 stycznia 1981 w Hermosillo. Przy urodzeniu przypisano jej płeć męską i nadano imię Hugo Cesar. Od najmłodszych lat występowały u niej objawy dysforii płciowej. Nie czuła się mężczyzną. Spędzała też czas inaczej niż jej bracia: zamiast uprawiać sport bawiła się lalkami. W szkole była prześladowana przez inne dzieci, które kierowały w jej kierunku homofobiczne hasła. Obcy ludzie często rozpoznawali w niej dziewczynkę, jednak jej matka podkreślała wtedy, że jej dziecko jest chłopcem.
W wieku 11 lat zaczęła przyjmować hormony. Kiedy miała 12 lat, dokonała coming outu w szkole, za co została zawieszona w prawach ucznia. Do końca życia Miriam jej tożsamości płciowej nie zaakceptował jej ojciec, Fernando Mendoza, który do końca zwracał się do niej imieniem Hugo. W 1995 roku wezwał księdza, próbując „wyleczyć ją” egzorcyzmami. W efekcie 14-letnia Miriam uciekła z domu.
Początkowo wyjechała do Tijuany, gdzie wraz ze swoją przyjaciółką, mimo młodego wieku, pracowały w klubie nocnym. Następnie przeniosła się do Wielkiej Brytanii, gdzie występowała w zespole transkobiet o nazwie Speed Angels. Wówczas dostrzegł ją producent muzyczny Remy Blumenfeld.

### Występy w telewizji
Jej kariera w telewizji rozpoczęła się od udziału w programie Wszystko o Miriam – nagrywanego w Hiszpanii reality show, podczas którego sześciu mężczyzn zabiegało o Miriam, ta miała wybrać, który zostanie jej partnerem życiowym i dodatkowo otrzyma 10 tysięcy funtów. Dopiero pod koniec programu ujawniono, że Miriam jest osobą transpłciową, co wywołało ogromne kontrowersje. Ostatecznie mężczyznom uczestniczącym w programie wypłacono odszkodowania, emisję programu opóźniono, a po jego premierze w telewizji prasa i widzowie besztali Miriam, nazywając ją oszustem przebranym za kobietę. Dodatkowych emocji miał dodawać fakt, że Miriam brała hormony i poddała się operacji powiększania biustu, jednak nie przeszła pełnej tranzycji, ponieważ nie dokonała operacji korekty płci.
Po występie w programie stan psychiczny Miriam miał się pogorszyć, a jej rodzice i przyjaciele twierdzili, że Miriam została wykorzystana przez producentów programu, choć inne źródła podawały, że po czasie cieszyła się ze zdobytej popularności. Pojawiły się głosy, że emisja tego programu była krokiem wstecz dla społeczności trans. Julia Serano skomentowała, że takie programy utrwalają stereotypy i mit oszustwa, a także umożliwiają przemoc wobec osób trans.
Mimo krytyki zdecydowała się ponownie wystąpić w podobnej formule, tym razem w odcinku specjalnym czwartego sezonu australijskiego Big Brothera. Wystąpiła tam jako Maria i ponownie jej transpłciowość miała szokować.
W 2007 roku została ranna po upadku z 4. piętra po tym, jak do jej mieszkania w Nowym Jorku wtargnął włamywacz. Większość źródeł podaje, że wyskakując, próbowała uciec przed napastnikiem, jednak niektóre przekazują, że została przez niego wypchnięta. Gdy zabrano ją do szpitala. była nieprzytomna. Miała krwawienia wewnętrzne, kończyn górnych i dolnych. Przez kilka dni pozostawała w śpiączce.
Resztę życia spędziła na imprezowaniu, nie angażując się w show-biznes ani muzykę. Zajmowała się prostytucją, aby opłacić rachunki.

### Śmierć
5 lutego 2019 roku Miriam o godz. 14:00 została odnaleziona zadzierzgnięta w mieszkaniu swojej matki w Meksyku. Oficjalnie uznano jako przyczynę śmierci samobójstwo, jednak część jej znajomych i najbliższych twierdziła, że w sprawę zamieszane mogą być osoby trzecie. Jej mąż przekazał, że oboje otrzymywali groźby, przedstawił też przypuszczalny motyw oraz poinformował, że chciał przeprowadzić sekcję zwłok, policja poinformowała, że ciało już skremowano. Miał on być ostatnią osobą, z którą Miriam rozmawiała, a kilka godzin przed śmiercią miała dzwonić do niego zaniepokojona. Niektórzy przyjaciele zwracali jednak uwagę, że Miriam mogła popełnić samobójstwo, ponieważ od dawna była sławna, co wiązało się z negatywną krytyką, a także chorowała na depresję.
W 2024 roku miał premierę miniserial dokumentalny Miriam: Death of a Reality Star, w którym kwestionowana jest wersja samobójstwa.